# きよめ教会
きよめ教会（きよめきょうかい）は1936年（昭和11年）に、日本ホーリネス教会の和協分離に伴って設立された中田重治監督派のきよめ派の教団。
1941年（昭和16年）の日本基督教団成立と1942年（昭和17年）6月のホーリネス弾圧事件(きよめ教会事件)により、秘密結社禁止処分により解散を命じられ、事実上組織は消滅する。
現在は、1958年（昭和33年）に創立された基督聖協団が実質的にきよめ教会を受け継いでいる。

## 歴史

### ホーリネス分裂

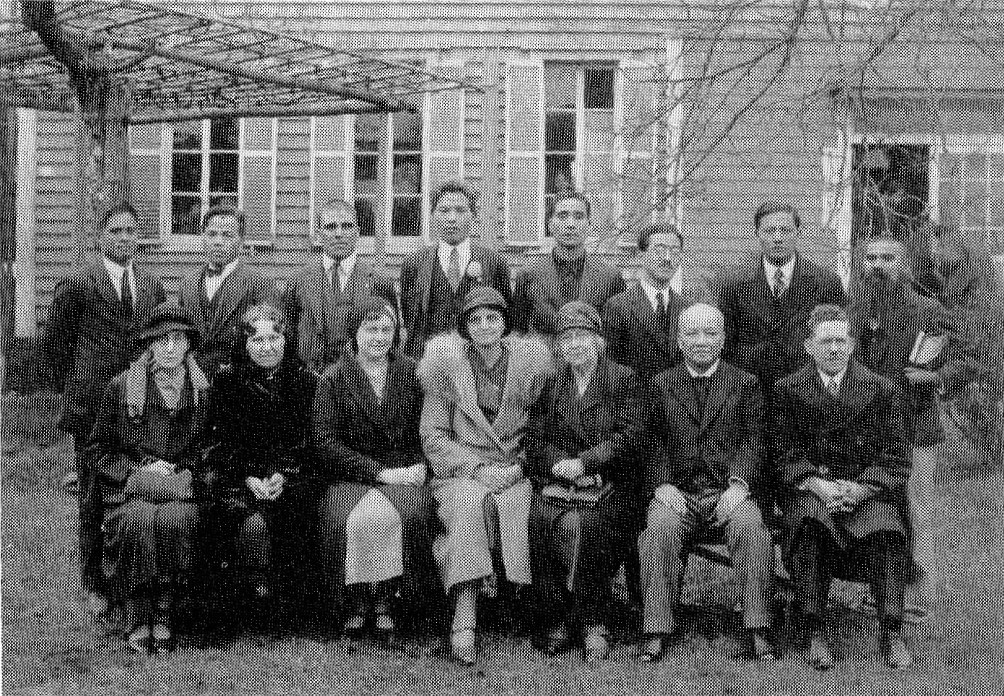
1932年頃の中田と柏木聖書学院の教師陣

1932年（昭和7年）聖書学院の新学期に中田重治の方針に従って講義して欲しいと、聖書学院の五教授（車田秋次、米田豊、一宮政吉、小原十三司、土屋顕一）に依頼した。車田、米田、小原と川端京五郎、板垣賛造は臨時総会を招集した。中田は、監督の承認を経ない総会は非合法であると見なして、10月19日付けで中田重治は五教授を解任して、10月23日中田は全国教役者会を非常招集した。

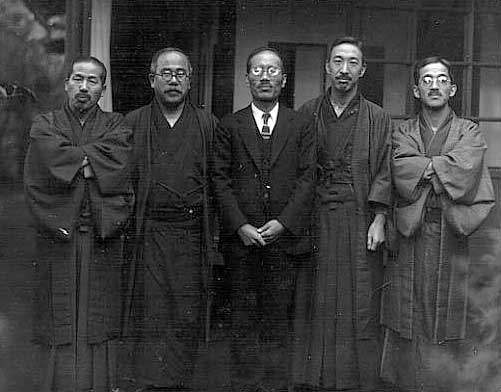
中田重治と対立した委員会（左から、米田、一宮、菅野、小原、車田）

10月25日に淀橋教会で臨時総会が開かれた。議長が信徒の川端京五郎になり、書記が蔦田二雄になった。翌日、10月26日に中田重治の監督解職の案が上程され、それが全会一致で決定された。監督の代わりに、委員会制度が設けられ、五人に委員として、車田秋次、米田豊、菅野鋭、小原十三司、一宮政吉が選ばれ、この五人によってホーリネス教会が運営される事になった。
しかし、中田を支持する者も、半数近くあり、ホーリネス教会は二つに分離することになった。神田教会の所属をめぐる対立は新聞沙汰になった。
中田は臨時総会の決議を無効とする民事訴訟を起こす。1933年（昭和8年）4月24日東京地方裁判所で、臨時総会の構成について取り調べが行われた。
1934年（昭和9年）3月5日に東京地方裁判所において、赤木判事を中心として、双方の和解談が始まった。双方より三名の委員を選び、和解案を出す事になった。

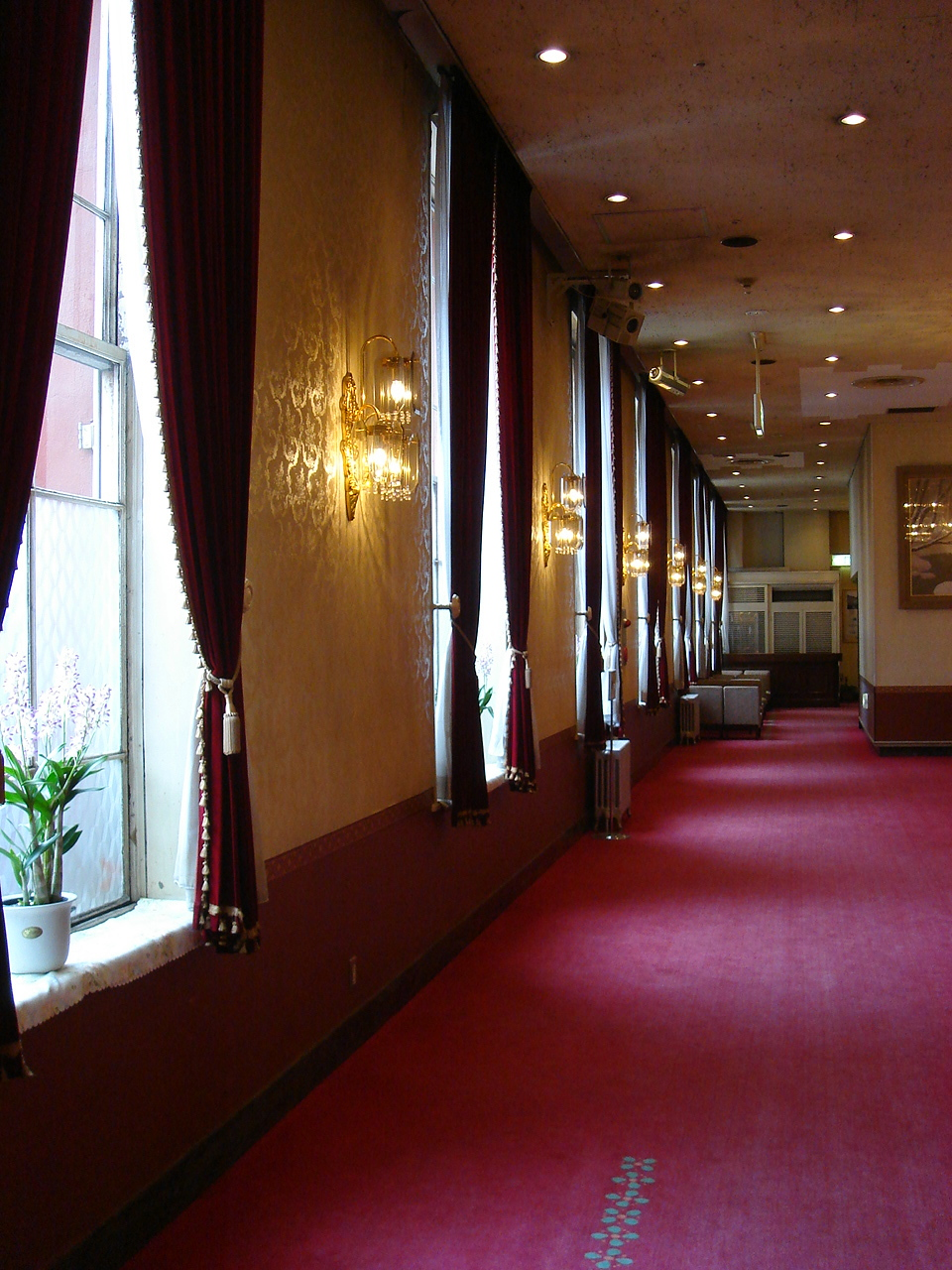
和協午餐会が開催された鉄道ホテル(東京ステーションホテル)の内部

1935年（昭和10年）11月28日正午、鉄道ホテルで和協午餐会を開き、ホーリネス教団の和協分離が決定された。1935年12月21日青山学院神学部講堂で和協委員の主催の元に和協報告感謝会が開かれた。

### きよめ教会発足
1936年（昭和11年）12月25日のクリスマスに、きよめ教会と日本聖教会が発足した。この日がきよめ教会の創立記念日である。きよめ教会は四か条の会則を設けることになる。その結果総会はなくなり、監督は終身職になる。後継者も監督が任命すると規定された。
1938年（昭和13年）一部の人々が、日本聖潔教会を名乗りきよめ教会から離脱する。後に、日本基督教団第7部に加入する。

### 中田重治死去

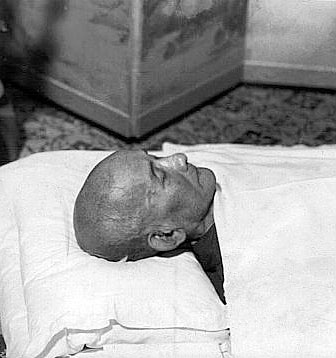
中田重治の遺体

1939年（昭和14年）9月17日中田重治の死去直前に、聖書学院内の田中邸に、森五郎、斎藤源八、斎藤保太郎、大江捨一、岡本吾市、尾崎喬一、谷中廣美、田中敬止、辻啓蔵らが側近が招集されて、田中と辻以外の側近が中田重治の元で会合を持った。中田の指示によって監督の下に、事実上の後継者森五郎を会長に置き、中田家を谷中廣美らに一任することが決定された。
1939年9月24日に中田重治が死去すると、9月28日に、葬儀委員長の森五郎の司式を始めとして、きよめ教会のメンバーが中心になって中田重治の葬儀が行われた。

### きよめ教会事件

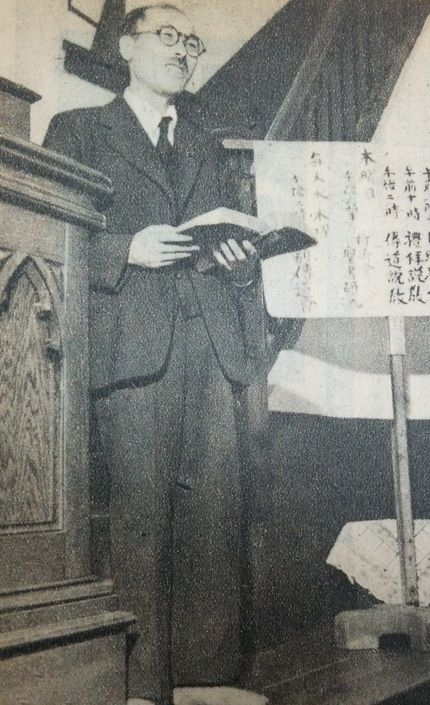
きよめ教会の会長森五郎

中田の死後、指導権の争いが起こり、森五郎・工藤玖三らを中心とする森・工藤派(長老派)と尾崎喬一を中心とする尾崎派(少壮派)に分裂する。これを「きよめ教会事件」と呼ぶ。
経緯は、尾崎が中田の育てた保坂一を擁して中田の後継者としての指導権を握ろうとした。しかし、それを不満とする古くからの長老たちが森・工藤を中心とする群れを形成する。
尾崎らの少壮派は聖書学院に留まり、森・工藤ら長老派は聖書学院を去る。女子寮舎監竹内かつと谷中夫妻は、聖書学院の近くの成子坂に家を借りてきよめ教会と称して牧会をすることになる。
翌年、1941年（昭和16年）に尾崎喬一ら東洋宣教会きよめ教会(少壮派)は日本基督教団には加わらずに、きよめ教会を離脱して、東洋宣教会きよめ教会を名乗り、県知事認可による秘密結社の道を歩んだ。

### 日本基督教団加入
1941年（昭和16年）3月に日本基督教団に加入することに先立って、日本自由基督教会と合同した。1941年6月に日本基督教団が発足して、きよめ教会は第9部になり、事実上きよめ教会は消滅した。第九部の参与は工藤玖三で、常議員は工藤玖三と斎藤源八が就任する。

### 弾圧

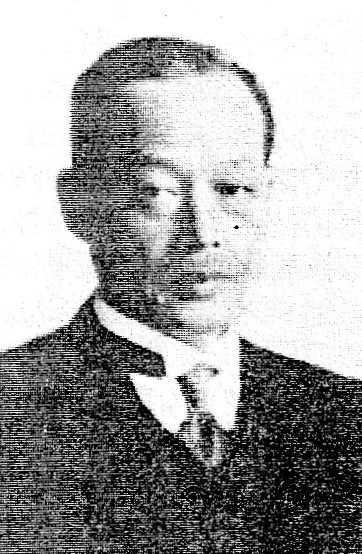
日本基督教団初代統理の富田満

1942年（昭和17年）6月26日早朝に、ホーリネス系の教職社97名が治安維持法違反の嫌疑で全国一斉検挙された。きよめ教会では62名が検挙された。
1943年4月7日文部省は、第九部は第六部と共に、宗教団体法に基づいて教会設立認可の取り消し処分と、教師については辞任させることを日本基督教団富田満総理に通知した。それを受けて、教団は4月9日に獄中にある教師たちと家族に、自発的に辞職するように求めた。辞任しなければ、権限により身分を剥奪する旨を伝えた。このようにして、きよめ教会は事実上消滅する。

### 戦後
戦後、1946年（昭和21年）2月に基督兄弟団が、きよめ教会の田中敬止、森五郎、谷中廣美らによって創立された。
1958年（昭和33年）森五郎が指導者になり基督兄弟団を離脱して、きよめ教会の延長線上の団体としての基督聖協団を設立した。

### きよめ教会綱領
- 一、我等ハきよめ教会員ナリ。神カ中田監督ニ啓示セル聖書ノ預言、十字架ノ贖ノ目的ナル神ノ国出現ヲ信シ、個人、民族、及ビ全宇宙ノ救ヲ信ス。
- 一、我等ハきよめ教会員ナリ。きよめ教会ハ中田監督カ福音ニヨリテ創設セル基督教ニシテ、日本精神ニ立脚シ、各自職分ヲ尽シ、国策ニ順応、国運ノ進展ヲ期ス。
- 一、我等ハきよめ教会員ナリ。中田監督ノ指導ヲ奉シ、一致団結福音ノ宣伝ニ当リ、我日本ノ国是タル八紘一宇ノ達成、即チ神国ノ実現ヲ祈ル。